# Francesco Angelo Rapaccioli
Francesco Angelo Rapaccioli (né en 1608 à Terni en Ombrie, alors dans les États pontificaux et mort le 15 mai 1657 à Rome) est un cardinal italien du XVIIe siècle.

## Biographie
Francesco Angelo Rapaccioli est référendaire au tribunal suprême de la Signature apostolique, abbreviatore di parco maggiore, régent, clerc et trésorier général de la chambre apostolique, président des archives et commissaire de l'armée du Pape.
Il est créé cardinal par le pape Urbain VIII lors du consistoire du 13 juillet 1643. 
En 1643, il est aussi nommé légat apostolique à Viterbe. Il est abbé de Saint-Athanase de Carbonne dans le diocèse de Clermont. Il est nommé évêque de Terni en 1646 et devient camerlingue du Sacré Collège en 1655 et 1656.
Le cardinal Rapaccioli participe au conclave de 1644, lors duquel est élu Innocent XI et à celui de 1655 (élection d'Alexandre VII .